# Tarasios
Svatý Tarasios (řecky Ταράσιος; asi 730 - 25. února 806) byl ekumenický patriarcha Konstantinopole od 25. prosince 784 až do své smrti dne 25. února 806. Roku 787 předsedal druhému nikajskému koncilu.

## Život
Tarasios se narodil a vyrostl ve městě Konstantinopol. Jako syn vysoce postaveného soudce byl spřízněn s významnými rodinami, včetně rodu pozdějšího patriarchy Fotia Velikého. Tarasios se pustil do kariéry ve světské administrativě a dosáhl hodnosti senátora, nakonec se stal sekretářem (asekretis) císaře Konstantina VI. a jeho matky císařovny Ireny. Původně podpořil obrazoborectví, ale později činil pokání, rezignoval na svou pozici, odešel do kláštera a stal se mnichem.
Protože Tarasios projevoval sympatie k ikonodulům a byl ochoten plnit císařské příkazy, pokud nebyly v rozporu s vírou, byl císařovnou Irenou v roce 784 vybrán jako patriarcha Konstantinopole, třebaže byl v té době laikem. Stejně jako všichni vzdělaní Byzantinci však byl zběhlý v teologii a volba kvalifikovaných laiků jako biskupů nebyla v historii církve neobvyklá.
Tarasios volbu zdráhavě přijal pod podmínkou, že bude obnovena jednota církve s Římem a orientálními patriarcháty. Aby mohl úřad patriarchy nastoupit, byl Tarasios před svým vysvěcením na biskupa nejdříve vysvěcen na jáhna, a poté na kněze.

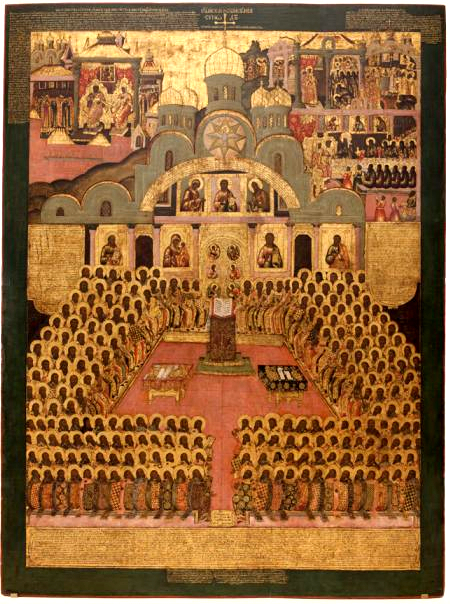
Ikona 7. ekumenického koncilu (17. století, Novoděvičí klášter, Moskva)

Před přijetím hodnosti patriarchy Tarasios požadoval a získal slib, že v církvi bude obnovena úcta k ikonám. V rámci své politiky zlepšování vztahů s Římem přesvědčil císařovnu Irenu, aby napsala papeži Hadriánovi I. a vyzvala ho, aby vyslal delegáty do Konstantinopole na nový koncil, který by odsoudil hereze. Papež souhlasil s vysláním delegátů, i když odmítal jmenování laika jako patriarchy. Koncil se sešel 17. srpna 786 v Chrámě svatých apoštolů v Konstantinopoli. Do chrámu však vtrhly vzbouřené vojenské jednotky a biskupy rozehnaly. Otřesení papežští legáti se okamžitě odebrali na loď a chtěli odplout do Říma. Vzbouřené jednotky však potom byly vyhnány z města a koncilní otcové se znovu sešli v Nikaii v září 787. Patriarcha sloužil jako úřadující předseda (za skutečného předsedu byl považován Kristus). Sněm, který do dějin vešel jako druhý nikajský koncil, odsoudil obrazoborectví a formálně schválil uctívání ikon. Patriarcha přijal umírněnou politiku vůči bývalým obrazoborcům, což vyvolalo odpor Theodora Studijského a jeho straníků.

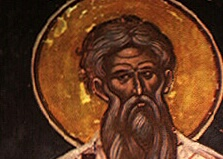
Vyobrazení Tarasia od neznámého malíře fresek

Asi o deset let později se Tarasios dostal do nového sporu. V lednu 795 se císař Konstantin VI. rozvedl se svou manželkou Marií z Amnie a Tarasios rozvod neochotně schválil. Mniši byli souhlasem patriarchy pohoršeni. Vůdci protestu, opat Platón ze Sakkudionu, a jeho synovec Theodor Studita, byli vyhoštěni, ale spor pokračoval. Velká část hněvu byla namířena na Tarasia za to, že umožnil následnou svatbu císaře s Theodotou, ačkoli patriarcha odmítl svatbě předsedat. Pod silným tlakem Theodora Tarasios exkomunikoval kněze, který Konstantinovo druhé manželství uzavřel.
Tarasios nadále loajálně sloužil následujícím císařským vládám Ireny a Nikefora I. Patriarchu kritizovali za jeho údajnou toleranci k simonii. Na druhou stranu mu jeho poddajnost umožnila setrvat ve funkci za tří velmi odlišných panovníků a pokračovat v úřadu až do smrti. Pozdější výběr laiků Nikefora a Fotia jako patriarchů mohl být částečně inspirován Tarasiovým příkladem.
Ačkoli někteří pozdější učenci byli kritičtí k tomu, co vnímali jako Tarasiovu slabost vůči císařské mocí, ve východních pravoslavných církvích byl nadále uctíván pro svou obranu používání ikon a svůj boj za mír a jednotu církve. Jeho svátek slaví východní křesťané 25. února a katolíci 18. února.